# Marksman
Marksman è un termine della lingua inglese usato per indicare un soldato particolarmente addestrato al tiro di precisione a medio/lungo raggio, dotato di fucile appositamente concepito, più comunemente conosciuto con le denominazioni di Squad Designated Marksman nell'esercito statunitense o di Squad Advanced Marksman nell'United States Marine Corps.
Alcune dottrine militari prevedono l'impiego del marksman assieme alla squadra di fanteria. Se assume tale ruolo, che è la norma negli eserciti NATO, lo specialista in questione fornisce supporto di fuoco a distanze ben maggiori di quelle normalmente ingaggiate dagli altri militari, in tal modo estendendo la portata d'azione della squadra stessa. A tale scopo, è munito di un fucile di modello più sofisticato rispetto a quello d'ordinanza, spesso anche di calibro maggiore, equipaggiato con ottiche di puntamento e bipiede per il tiro in appoggio.

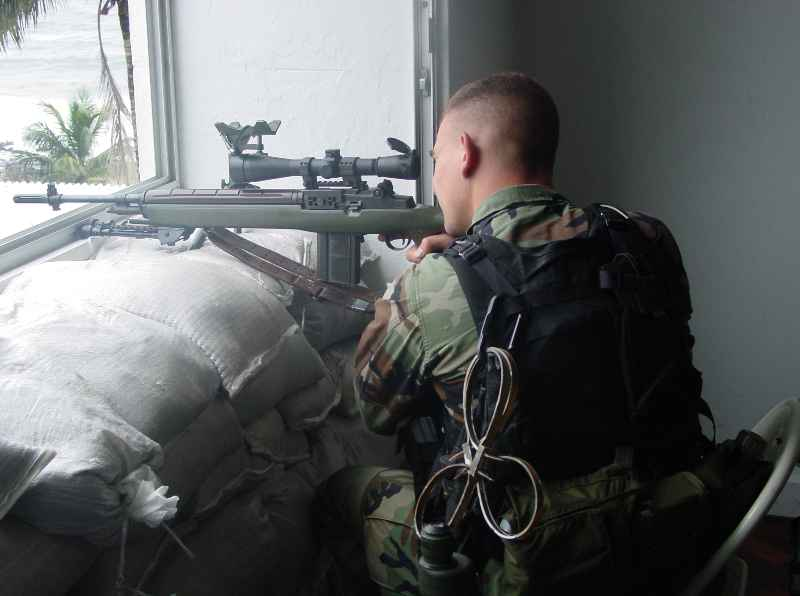
Marksman munito di M14 DMR (Designated Marksman Rifle)

## Differenze con il tiratore scelto
Il Marksman è concettualmente distinto dal tiratore scelto, colloquialmente noto come "cecchino" (sniper in lingua inglese e snajper in lingua russa), che è una figura professionale molto più specializzata e, di regola, non opera con gli altri militari, né in condizioni "ordinarie" di combattimento.
Il marksman raramente agisce isolato ed è un componente di una squadra di fucilieri, mentre i tiratori scelti sono schierati su specifici obiettivi da soli o in coppie, che consistono di tiratore e osservatore, in ruoli prevalentemente statici. Il marksman, invece, opera come membro regolare della squadra, la segue in tutti i suoi movimenti sul terreno ed interviene tutte le volte in cui il corso delle normali operazioni richiede le particolari abilità di tiro che egli possiede. Mentre il tiratore scelto deve eccellere nelle tecniche di sopravvivenza e mimetismo, queste virtù non sono indispensabili al marksman.
Vi sono inoltre differenze nel ruolo e nell'addestramento che coinvolgono dottrina d'impiego ed equipaggiamento. I tiratori scelti debbono affrontare un iter addestrativo molto più lungo e complesso, ed adoperano quasi solo fucili a otturatore girevole-scorrevole (più lenti ma più precisi), mentre per il marksman conviene il fucile semiautomatico (meno preciso ma dotato di cadenza di tiro molto più celere), dotato di bipiede di appoggio per il tiro mirato in postazione fissa e di ottiche di puntamento specifiche per il tiro di precisione: questa caratteristica lo rende distinguibile dai normali fanti. Inoltre, la distanza alla quale il marksman è chiamato ad intervenire è più ridotta: circa 500/600 metri, molto maggiore cioè dei 300 metri che sono la distanza di ingaggio normale per un comune fuciliere, e che definiscono il ruolo tattico di questo specialista che deve fornire supporto di fuoco di precisione alla squadra di fanteria di cui fa parte.
Il tiratore scelto invece opera su distanze ben più elevate: fino a 1000 metri e oltre, a seconda dell'arma in dotazione e degli obiettivi assegnati.

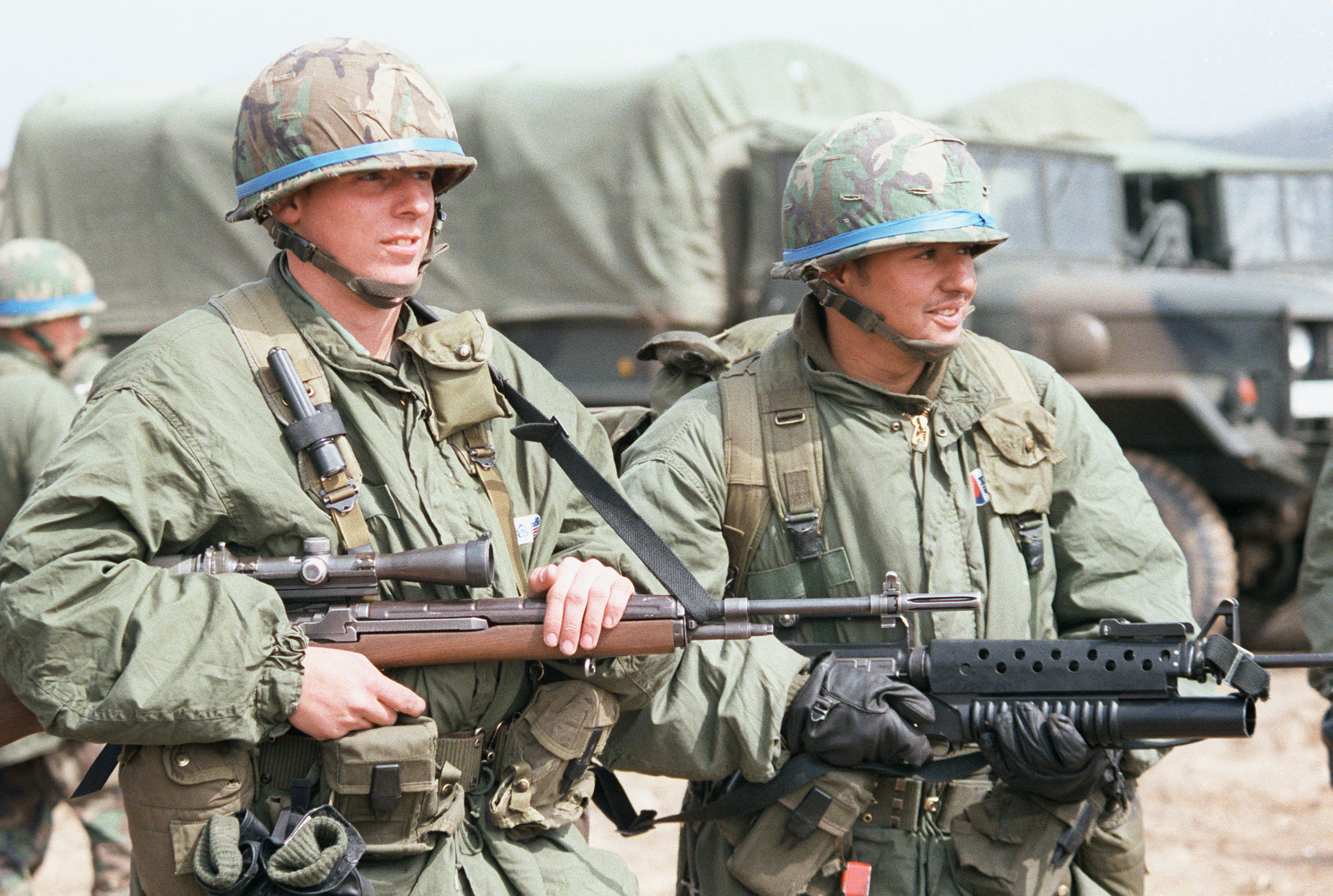
Marksman (a sinistra) armato di M21. A destra altro fante con M16 e lanciagranate M203 abbinato. Località: Corea del Sud, 1984

## Storia
Il tiro di precisione è antico quanto le armi da fuoco: fucili e moschetti selezionati, opera di illustri armaioli, venivano assegnati a tiratori particolarmente esperti già in epoca rinascimentale. Le prime notizie di tiratori scelti come soldati specializzati che ingaggiavano bersagli a distanze maggiori rispetto a quelle normalmente battute dal fuoco dei normali fucilieri risalgono alla Guerra dei Trenta Anni, epoca in cui erano certamente già diffuse le armi a canna rigata e a retrocarica (ad es. il celebre fucile sistema Lorenzoni), che consentivano prestazioni ben superiori alle armi coeve. Il condottiero italiano Raimondo Montecuccoli riferisce inoltre dell'uso di tiratori dalla micidiale abilità e precisione durante la Guerra Austro-Turca, da ambo le parti.
Una delle prime apparizioni di unità includenti marksmen si verificò durante la Rivoluzione americana (1763-1783). Compagnie di fucilieri americani, armati di Long rifle (fucili con canne molto lunghe, in cui si applicava per la prima volta su vasta scala il principio del massimo sfruttamento della carica propulsiva, costretta a spingere il proiettile senza lo sfogo di una canna corta, più leggera, per estendere la portata dell'arma) Pennsylvania/Kentucky, combatterono come fanteria leggera nell'ambito dell'Esercito continentale. Per la precisione del tiro eseguito da questi fucilieri, molti ufficiali britannici si toglievano le insegne di grado per evitare di costituire un ovvio bersaglio. Il reparto più celebre di questi tiratori era il Morgan's Riflemen.

### Età napoleonica
Un altro impiego delle unità di marksmen si registrò nelle guerre napoleoniche da parte dell'esercito britannico. Mentre la maggior parte delle truppe del tempo usavano gli imprecisi moschetti ad anima liscia, le "giubbe verdi" inglesi (così chiamate per la tipica uniforme) adoperavano il famoso fucile Baker. Grazie alla rigatura della canna, quest'arma era assai più precisa, anche se più lenta da ricaricare. I Rifles erano l'élite dell'esercito inglese, impiegata nell'avanguardia di ogni scontro, con lo scopo di esplorare il nemico e ritardarne l'avanzata.

### Guerra di secessione americana
Durante la Guerra di secessione americana (1861–1865), i tiratori scelti furono impiegati in modo limitato, poiché i comandanti tentarono di evitare i gravi spargimenti di sangue causati dalle nuove armi se si usavano le tattiche tradizionali (ranghi serrati di truppa). I tiratori di entrambe le fazioni agirono più come fanteria leggera / ricognitori che come tiratori isolati. Queste truppe di élite erano molto ben equipaggiate ed addestrate, e venivano poste in testa ad ogni colonna per ingaggiare per prime il nemico. Le più considerevoli unità di marksmen erano il Primo ed il Secondo United States Sharpshooters (USSS), che erano tratti da tutti gli stati, sotto il comando di Hiran Berdan, considerato il miglior cultore nazionale del tiro di precisione in quell'epoca. I tiratori scelti confederati erano spesso equipaggiati in modo più scadente, utilizzavano il fucile Whitworth inglese, invece che il fucile Berdan Sharps a retrocarica. Vi erano anche reparti di tiratori composti solo da "nativi americani" nell'esercito dell'Unione. Questi uomini, principalmente Ojibwe e Potawotami del nord Michigan, comprendevano i membri del 1st Michigan Sharpshooters, Company K.

## Il marksman nei vari eserciti

### Stati Uniti
Nell'esercito degli Stati Uniti e nel corpo dei Marines, le qualifiche di attitudine al tiro di precisione sono di 3 livelli: Marksman, sharpshooter (tiratore scelto, alla lettera "tiratore preciso"), expert (esperto, veterano). Ognuna di queste qualifiche è riconoscibile con un nastrino sull'uniforme. Un tiratore scelto dell'esercito degli Stati Uniti è denominato "Squad Designated Marksman" (SDM) e un tiratore scelto dei Marines è chiamato "Squad Advanced Marksman" (SAM). I tiratori scelti statunitensi utilizzano principalmente 3 fucili: M110, Mk14 Mod 0 EBR, Mk12 SPR (prevalentemente usato dai Navy Seals) e relativamente recentemente M27 Infantry Automatic Rifle nella sua configurazione M38 SMDR.

### Regno Unito
Nelle British Armed Forces, il titolo di marksman è la più elevata qualifica di attitudine nel tiro di precisione ed è riconoscibile sull'uniforme in forma di distintivo riproducente fucili incrociati o da un semplice quadrato blu. I primi esemplari di fucili per tiratori scelti utilizzati dalle forze armate Britanniche erano dei FAL L1A1 SLR dotati di ottica "SUIT" (Sight Unit Infantry Trilux), in seguito hanno adottato l'L129A1 prodotto dalla Lewis Machine and Tool Company.

### Italia
Anche nell'esercito italiano è presente la figura del Marksman. Dalle esperienze di combattimento in Afghanistan, era emersa la necessità di un fucile a medio/lungo raggio (circa 600/800 metri) che potesse fornire supporto diretto alla fanteria. In inventario erano già presenti i G3 SG1 sin dai tempi della Somalia, sostituiti poi dai più moderni M110. Oggi l'esercito italiano fa affidamento sul nuovissimo ARX 200, fucile da battaglia semiautomatico in 7,62 NATO progettato e costruito dalla ben nota Fabbrica d'armi Pietro Beretta proprio su richiesta delle FFAA. Gli ARX 200 andranno così ad affiancare i fucili d'assalto ARX 160 nelle normali squadre di fanteria. Si parla al futuro poiché sono stati ordinati appena 800 esemplari di ARX 200. Il fucile ha superato parecchi test ed è in procinto di essere adottato definitivamente come "DMR" (Designated Marksman Rifle) standard delle forze armate italiane.